# Staatskanzlei
Et Statskancelli (tysk: Staatskanzlei) er i tysksprogede stater en myndighed, der sekretariatsbetjener en regeringsleder (fx en ministerpræsident eller en forbundskansler) eller et statsoverhoved (fx forbundspræsidenten i Bern eller den daværende kejser i Wien).
Et statskancelli er en administrativ stab, der varetager støttefunktioner i forhold til statsoverhovedet, den ledende minister eller i forhold til regeringen som helhed.

## Selvstændige stater

### Tyskland
Bundeskanzleramt er residens og sekretariat for de tyske forbundskanslere.
Forbundskancelliet blev oprettet i Bonn i 1949. Den nuværende bygning ligger i Berlin, og den blev indviet i 2002. 
Palais Schaumburg i Bonn blev forbundskanslerens officielle bolig i november 1949. Palæet rummede også forbundskanslerens sekretariat, indtil en ny kontorbygning kunne indvies i 1976. 
Siden 1999 har forbundskansleren haft to officielle tjenestesteder, nemlig Forbundskancelliet i Berlin og Palais Schaumburg i Bonn.

### Østrig
Bundeskanzleramt i Wien er residens og sekretariat for de østrigske forbundskanslere. 

### Schweiz
Schweizerische Bundeskanzlei i Bern ledes af en politisk valgt forbundskansler (Bundeskanzler eller Bundeskanzlerin).
Forbundskansleren er formelt ikke medlem af regeringen, men deltager i forbundsrådets møder, dog uden stemmeret. 
Forbundskancelliet (Schweizerische Bundeskanzlei (BK)) løser stabs- og sekretariatsopgaver for forbundsrådet (dvs. for regeringen). Desuden offentliggør kancelliet lovene og er ansvarlig for forbindelserne mellem regeringen og parlamentet.

## Delstater
I de fleste tyske delstater har ministerpræsidenten sit eget statskancelli.
I Baden-Württemberg kaldes ministerpræsidentens kontor for Staatsministerium. I Berlin, Hamburg og Bremen kaldes de regerende borgmestres kontorer for Senatskanzlei. 
De fleste af kanton-regeringerne i Schweiz har deres egne sekretariats stabe (Stabsstelle eller Verwaltungsstab). Staben ledes af en statssekretær (statsskriver, tysk: Staatsschreiber), der kan deltage i kanton-regeringens møder, dog uden stemmeret.

## Historisk
Rigskansler Otto von Bismarck oprettede Rigskancelliet i Berlin i 1871. Det eksisterede til 1945.
I det kejserlige Østrig eksisterede Hus-, hof- og statskancelliet (Haus-, Hof- und Staatskanzlei) fra 1742 til 1848. 
Kancelliet tog sig af sager om det kejserlig hus Habsburg (også kaldt for ’’Huset Østrig’’), driften af hoffet samt af stats- og regeringssager.
I 1867–1918 blev en del af sagerne varetaget af det kejserlige og kongelige Ministerium for det kejserlige Hus og for Udenrigspolitik (Ministerium des kaiserlichen Hauses und des Äußeren). Ministeriet lå i Wien.